# سام أوستين
سام أوستين (بالإنجليزية: Sam Austin) (19 ديسمبر 1996 في المملكة المتحدة - ) هو لاعب كرة قدم بريطاني في مركز الهجوم. لعب مع نادي بيرتن ألبيون وتيلفورد يونايتد.

## وصلات خارجية
- سام أوستين على موقع قاعدة بيانات كرة القدم.إي يو (الإنجليزية)
- سام أوستين على موقع Soccerbase.com (لاعب) (الإنجليزية)
- سام أوستين على موقع Soccerway.com (الإنجليزية)